# Франкель, Отто
Отто Франкель (нем. Otto Herzberg Frankel; 4 ноября 1900 г., Вена, Австрия — 21 ноября 1998 г., Канберра, Австралия) — австралийский генетик растений австрийского происхождения. Рыцарь-бакалавр с 1966 года. Член Королевского общества Новой Зеландии (1948), Лондонского королевского общества (1953), Австралийской АН (1954), иностранный член НАН США (1988), почётный член Японской АН (1983).

## Биография
Родился в еврейской семье богатого венского адвоката. Историк Льюис Нэмир приходится ему кузеном.
Получил степень доктора по сельскому хозяйству в Берлине в 1925 году и степень доктора наук (D. Sc.) в Новой Зеландии в 1951 году. Также учился в Кембридже (1928). Работал в Чехословакии (1925—1926) и Палестине (1927). Женился в 1925 году в Берлине. В 1929 году супруги перебрались в Новую Зеландию. (Однако в 1936 году последовал развод и в 1939 году Франкель женился вновь.)
С 1929 по 1942 год генетик растений в новозеландском НИИ пшеницы, а с 1942 по 1949 год возглавлял его.
С 1949 по 1951 год директор отдела исследований сельскохозяйственных культур департамента научных и промышленных исследований Новой Зеландии.
С 1951 по 1962 год начальник отдела растениеводства, с 1962 по 1966 год член исполнительного комитета, с 1966 года почётный исследовательский фелло Государственного объединения научных и прикладных исследований (CSIRO) Австралии.
В 1959-60 годах вице-президент Австралийской АН.
Иностранный член Французской академии сельскохозяйственных наук (1969).
С 1966 года на пенсии, став почётным исследовательским фелло. В 95-летнем возрасте выпустил свою последнюю книгу «Сохранение биоразнообразия растений» («Conservation of Plant Biodiversity»).
Большое внимание получило его выступление на конференции ООН в Стокгольме в 1972 году.
Отто Франкель заявлял, что человечество «приобрело эволюционную ответственность» и должно развить эволюционную этику.
Подписал «Предупреждение учёных человечеству» (1992).
Являлся президентом Международной федерации генетики (International Genetics Federation).
Почётный пожизненный фелло Тихоокеанской научной ассоциации (1979).
Отмечен медалью Фаррера (1962) и Distinguished Economic Botanists от Society for Economic Botany (1983).